# Ainon Phancha
Ainon Phancha, née le 26 janvier 1992, est une joueuse thaïlandaise de football évoluant au poste de défenseur. Elle joue en faveur du Chonburi Sriprathum et avec l'équipe nationale thaïlandaise.

## Biographie
Phancha participe avec l'équipe de Thaïlande à la Coupe du monde 2015 qui se déroule au Canada.
Elle se classe ensuite quatrième de la Coupe d'Asie 2018.
Par la suite, elle fait partie des 23 joueuses retenues pour participer à la Coupe du monde 2019 organisée en France.